# Escudo de Guatemala
El escudo de Guatemala es el emblema e insignia suprema de la República de Guatemala junto a la bandera nacional y ha sufrido transformaciones desde incluso antes de la creación de la república el 21 de marzo de 1847. Originalmente fue creado por el gobierno conservador del general Rafael Carrera y Turcios, basado en la propuesta del obispo Juan José de Aycinena y Piñol y otros miembros del clan Aycinena quienes querían enfatizar la influencia conservadora en Guatemala manteniendo elementos españoles en la bandera. Tras la muerte de Carrera y de los principales miembros del clan Aycinena entre 1860 y 1865 la influencia conservadora se debilitó en Guatemala y su gobierno fue finalmente derrocado  por la revolución liberal el 30 de junio de 1871 dirigida por Miguel García Granados y Justo Rufino Barrios, quienes entre sus primeros decretos modificaron la bandera y escudo de Guatemala para eliminar las referencias conservadoras.  
Fue creado por el Decreto Ejecutivo N.º 33 del 18 de noviembre de 1871, siendo Presidente de la República el general Miguel García Granados y está compuesto por el ave nacional de Guatemala, el quetzal, símbolo de la libertad; un pergamino con la fecha en la cual Centroamérica se independizó de España, el 15 de septiembre de 1821; dos rifles cruzados, con bayonetas, que indican la voluntad de defender los intereses de Guatemala por medio de la fuerza si fuese necesario; dos espadas cruzadas, que simbolizan el honor; y una corona de laurel que simboliza la victoria y la paz preferida sobre la guerra. Fue diseñado por Juan Bautista Frener.

## Historia del escudo actual
El actual escudo fue creado por el Decreto N.º 33 del 18 de noviembre de 1871, emitido por el general Miguel García Granados, según este decreto, "Las armas de la república serán: un escudo con dos rifles y dos espadas de oro enlazadas con ramas de laurel en campo celeste claro. El centro estará cubierto con un pergamino, que contendrá la siguiente leyenda en letras de oro: Libertad 15 de septiembre de 1821, figurará en la parte superior un quetzal, como símbolo de la independencia y autonomía de la Nación."
Los rifles que sirvieron de modelo son marca Remington de la época (1871). Cuando el escudo figura en la Bandera de Guatemala, esta se llama Pabellón Nacional. El escudo de armas de la República cuando está diseñado independientemente de la bandera deberá colocarse en campo celeste claro porque es el color que representa la idealidad. 
El significado de los símbolos patrios representados en el Escudo de Armas es el siguiente: la espada simboliza justicia y soberanía. Las ramas de laurel representan victoria. El pergamino es la inmortalidad de la fecha de nacimiento de la patria y el quetzal es símbolo supremo de libertad (Congreso de la República de Guatemala, s.f.).
- Interpretación azteca o precortesiana; el encino, simboliza la fuerza y el laurel simboliza la victoria.
- Interpretación Contemporánea: la victoria y martirio de los que han dado su vida por la Patria.

## Banderas y escudos anteriores

### 1823-1825

Escudo de las Provincias Unidas del Centro de América

Guatemala, como parte de las Provincias Unidas del Centro de América, adoptó la bandera y el escudo de armas aprobados por la Asamblea Nacional Constituyente de Centroamérica, según decreto n.º 29 del 21 de agosto de 1823. La Bandera de las Provincias Unidas del Centro de América constaba de tres franjas horizontales: azules la superior e inferior y blanca la del centro.

DECRETO CREADOR DEL ESCUDO Y LA BANDERA DE LAS PROVINCIAS UNIDAS DEL CENTRO DE AMÉRICA

DECRETO NÚMERO 29
La Asamblea Nacional Constituyente de las Provincias Unidas del Centro de América, ha tenido a bien decretar y decreta:
Artículo 2º. Este escudo se colocará en todos los puestos y oficinas públicas sustituyéndose a las que se han usado por disposiciones de los anteriores gobiernos.
Artículo 3º. El gran sello de la nación, el de la Secretaría de esta Asamblea, el de los agentes del gobierno, y tribunales de justicia, llevarán todos el mismo escudo.
Artículo 4º. El pabellón nacional para los puertos y para toda clase de buques pertenecientes a este nuevo estado constará de tres fajas horizontales, azules la superior e inferior, y blanca la del centro en la cual irá dibujado el escudo que designa el artículo 1º. En los gallardetes las fajas se colocarán perpendicularmente por el orden expresado. Del mismo pabellón usarán los enviados de este gobierno a las naciones extranjeras. En los buques mercantes las banderas y gallardetes no llevarán escudo, y en la faja del centro se escribirá con letras de plata: DIOS, UNIÓN, LIBERTAD.
Artículo 5º. Las banderas y estandartes de los cuerpos militares así vivos, así como de milicia provincial mientras esta subsista, se arreglarán a lo dispuesto en el artículo anterior: Sus fajas serán siempre horizontales, en la superior las palabras: DIOS, UNIÓN, LIBERTAD, y en la inferior la clase y número de cada cuerpo. En las de infantería ambas inscripciones serán con letras de oro, y en los de caballería con letras de plata.
Artículo 6º. Los cuerpos de fuerza cívica dispondrán sus banderas y estandartes con arreglo a lo prevenido en el artículo setenta de la ley de diez y ocho del corriente.
Artículo 7º. Al comunicarle este decreto al gobierno se le acompañarán diseños del blasón y pabellón nacionales para la más fácil inteligencia de cuanto queda prevenido:
Comuníquese al Supremo Poder Ejecutivo para su cumplimiento, y que lo haga imprimir, publicar y circular. Dado en Guatemala a 21 de agosto de 1823.
José Barrundia: Diputado Presidente

Mariano Gálvez: Diputado Secretario

Mariano de Córdoba: Diputado Secretario
Al Supremo Poder Ejecutivo.
Por tanto mandamos se guarde, cumpla y ejecuten todas sus partes.
Lo tendrá entendido el Secretario del despacho, y hará se imprima, publique y circule. Palacio Nacional de Guatemala, 3 de octubre de 1823.
Antonio Rivera: Presidente

Pedro Molina

Juan Vicente Villacorta.
Al ciudadano Manuel Julián Ibarra.
Y de orden del Supremo Poder Ejecutivo lo inserto a V. para su inteligencia y fines consiguientes: Dios, Unión, Libertad, Palacio Nacional de Guatemala 3 de octubre de 1823. 
M. Julián Ibarra

### 1825-1843

Escudo de Guatemala de 1825 a 1843

El 20 de enero de 1825 Guatemala adoptó por el Decreto Legislativo N.º 30 su propio escudo estatal. Era de tres franjas horizontales, azules la superior e inferior, y blanca la central en cuyo centro estaba el escudo de armas que tenía arriba un carcaj, apoyada sobre tierra (en la que había varios trofeos y la bandera nacional), llena de flechas azules y blancas (las cuales tiene el Escudo de Honduras), encima de un círculo. En la parte de arriba del escudo hay dos cuernos de la abundancia uno a cada lado; dentro del círculo hay un triángulo equilátero, el del escudo de las Provincias Unidas del Centro de América. Este es su texto:

DECRETO NÚMERO 30

Del 20 de enero de 1825 en que se designa el escudo de armas propio del Estado de Guatemala
El Jefe del Estado de Guatemala

Por cuanto la Asamblea Constituyente del mismo Estado ha decretado lo que sigue:

La Asamblea Constituyente del Estado de Guatemala considerando que para distinguirse del mismo Estado entre los demás de la República Federal a la que pertenece, es necesario designar el escudo propio de sus armas, colocando en él las de la federación en testimonio de la sinceridad que le une a ella, ha tenido a bien decretar y decreta:    
1. El escudo de armas del estado es el mismo que para toda la República de Centro América adoptó la Asamblea Nacional Constituyente en su decreto del 21 de agosto de 1823.
2. El particular del estado se distingue solamente en que aquel escudo está fijo sobre un gran carcaj, cuya extremidad superior aparece sobre el círculo coronándose las flechas azules y blancas colocadas en ella; la parte inferior de la aljaba está apoyada en una porción de tierra en que hay varios trofeos; y entre ellos la bandera que designa los colores del pabellón nacional. De los anillos de la parte superior de la aljaba y descansando sobre el escudo circular penden dos cuernos que derraman la abundancia; de la inferior suben dos palmas que cierran el círculo; y una flecha y un arco cruzan la base y el triángulo que está en el centro del escudo. En torno del círculo se lee en letras de oro “Estado de Guatemala en la Federación del Centro”. Todo con la forma y colores del diseño que se acompaña.
3. El sello de la Asamblea de Gobierno, el del Consejo representativo, corte superior y tribunales de justicia, y corporaciones que deben usarlo, se arreglarán al mismo diseño; y se colocará el propio escudo en todas las oficinas y puestos públicos del Estado.
4. También se usará de él en las banderas y estandartes de los cuerpos de la fuerza pública del Estado cualesquiera que sea su clase.

Comuníquese al Jefe del Estado para su cumplimiento, y que lo haga imprimir, publicar y circular.
Dado en la Antigua Ciudad de Guatemala a veinte de enero de mil ochocientos veinticinco. Guatemala, 2 de marzo de 1825.
Francisco Barrundia
Alejandro Díaz Cabeza de Vaca

Durante la Federación cada estado quedó en libertad de modificar el escudo de armas. A partir del 20 de enero de 1825, el Estado de Guatemala lo usó simultáneamente con el de las Provincias Unidas del Centro de América y continuó usando la bandera azul y blanco decretada el 21 de agosto de 1823. Rota la Federación en 1839 el Estado de Guatemala siguió usando la misma bandera y escudo decretado en enero de 1825.

### 1843-1851

Escudo de Guatemala de 1843 a 1851

El 31 de diciembre de 1842 el gobierno propuso variar el escudo de armas debido a que carecía de razones estéticas y contenía elementos decorativos que aparecían en los escudos de otros países. La propuesta fue sometida a un análisis exhaustivo por una comisión nombrada por el Ministerio de Gobernación, los que emitieron un dictamen favorable a lo solicitado por el Poder Ejecutivo. El 14 de noviembre de 1843 se emitió el siguiente decreto legislativo que creó la bandera y escudo del país:  

DECRETO DE LA ASAMBLEA CONSTITUYENTE DEL ESTADO DE GUATEMALA, DE 14 DE NOVIEMBRE DE 1843 MODIFICANDO EL ESCUDO DE ARMAS POR LOS CAMBIOS POLÍTICOS VERIFICADOS EN CENTRO AMÉRICA
Se varían las armas del Estado
La Asamblea Constituyente del Estado de Guatemala, habiendo tomado en consideración, la iniciativa del Gobierno, del 31 de diciembre del año próximo pasado de 1842 y la exposición que dirigió, en 17 de agosto de este año, contraídas a representar la necesidad de que se hiciese una variación en el escudo de armas del Estado, mediante el cambio político que ha habido, en virtud de la disolución del pacto federal e independencia del Estado de Guatemala. Oído el dictamen de la comisión de Gobernación.
HA DECRETADO:
Art. Único. Las armas del Estado serán las que Centro América, ha usado en el anverso de su moneda, pero dispuestas de manera que el sol y los volcanes queden colocados en el centro de un escudo cuya leyenda será: Guatemala en Centro América. 15 de septiembre de 1821; llevando en el carcaj una corona de olivo.
Pase al Gobierno para su publicación y cumplimiento. Dado en el salón de sesiones: Guatemala, veinte y seis de octubre de 1843.
José Mariano Rodríguez, Diputado Presidente

Manuel Santa-Cruz, Secretario

Maule Ubico, Secretario
Casa del Supremo Gobierno. Guatemala, catorce de noviembre de 1843. Por tanto, ejecútese. 
Mariano Rivera Paz
Gaceta de Guatemala No. 134 del 5 de diciembre de 1843, páginas 543-544

En la modificación del escudo de armas aparece por primera vez la divisa ”Guatemala en Centro América. 15 de septiembre de 1821” y desaparece “Estado de Guatemala en la Federación del Centro”. Hasta 1851 se continuó usando la bandera azul y blanco de la Federación Centroamericana, año en que sufrió por primera vez una total modificación.

### 1851-1858

Escudo de Guatemala de 1851 a 1858

Siendo Presidente de la República don Mariano Paredes, el 14 de marzo de 1851 se emitió el siguiente decreto ejecutivo, publicado en La Gaceta de Guatemala N.º 39, Tomo V, del viernes 21 del mismo mes y año, creando los nuevos símbolos patrios: 

DECRETO DEL GOBIERNO DE LA REPÚBLICA DE 14 DE MARZO DE 1851,
FIJANDO LOS COLORES DE QUE DEBA FORMARSE EL PABELLÓN NACIONAL CON OTRAS PREVENCIONES DEL CASO
DECRETO NÚMERO 55
El Presidente de la República de Guatemala: En atención a que desde que Guatemala se proclamó república independiente y soberana, ha debido adoptarse un pabellón particular que la distinga de las demás potencias, como también las otras señales que se usan y acostumbran en todas partes con aquel objeto;
Siendo conforme al sentimiento público el conservar aquellos colores establecidos desde antes de la declaratoria de independencia, como asimismo los que se adoptaron con posteridad a aquel suceso;
Considerando todo detenidamente, y con presencia del Decreto expedido por la Asamblea Constituyente estableciendo el escudo de armas, que debe conservarse tal como hoy existe;
De acuerdo con el dictamen del Consejo Consultivo, 
DECRETA:
1. Los colores nacionales serán el azul, el blanco, el amarillo y el encarnado, dispuestos en la forma que manifiesta el diseño que acompaña a este decreto.
2. El pabellón nacional llevará el escudo de armas de la República en el lugar que indica el mismo diseño
3. El pabellón mercante será el mismo; pero si el escudo.
4. El gallardete será de color rojo en caso de guerra, negro en ocasión de duelo blanco en señal de paz, o de cualquiera otro motivo de regocijo.
5. La cucarda llevará los mismos colores nacionales, conforme al diseño.
6. Las ciudades y corporaciones que tengan escudo de armas propios, usarán de él, colocando en el lugar destinado el escudo de la República.
7. Este decreto se publicará para que se tenga puntual observancia; se darán por las secretarías del despacho las órdenes convenientes para que se tenga exacto cumplimiento en los departamentos y oficinas de su dependencia, y se dará cuenta con él, para su aprobación, al cuerpo representativo en su próxima reunión.

Dado en el Palacio Nacional de Guatemala a catorce de marzo de mil ochocientos cincuenta y uno. 
Mariano Paredes, Secretario de Gobernación
Pedro N. Arriaga
La Gaceta de Guatemala No. 39, Tomo V, del viernes 21 de marzo de 1851.

El presidente Mariano Paredes aseguraba públicamente que al conservar los colores amarillo y rojo usados durante la colonia, se interpretaba el sentimiento popular. Don Lucas Paredes contradecía lo anterior afirmando que: “la bandera acordada no armonizaba las verdaderas aspiraciones de la nueva república”.

### 1858-1871

Escudo de Guatemala de 1858 a 1871

Siendo presidente el general Rafael Carrera se emitió el siguiente decreto ejecutivo, del 31 de mayo de 1858, creando otra bandera y otro escudo nacionales:

DECRETO DEL GOBIERNO DE 31 DE MAYO DE 1858, FIJANDO DEFINITIVAMENTE EL ESCUDO DE ARMAS DE LA NACIÓN
Decreto cambiando las armas de la República y la colocación de los colores en el pabellón. El Excelentísimo Señor Presidente de la República se ha servido emitir el decreto siguiente: don Rafael Carrera, capitán general del Ejército; Caballero Gran Cruz de la Orden Pontificia de San Gregorio Magno, en la Clase Militar; Comendador de la de Leopoldo de Bélgica; Presidente de la República de Guatemala, etc, con presencia del artículo 2º del Decreto del 6 de abril de 1857, tiene a decretar y   
DECRETA:
Artículo 1º Las armas de la república serán en lo sucesivo un escudo dividido transversalmente en dos cuarteles; el superior en el campo raso azul con barras verticales de plata, y el inferior con tres volcanes sobre campo celeste claro. Sobre el escudo irá un sol y a cada uno de sus lados dos pabellones con los colores nacionales desplegados y recogidos los extremos hacia abajo, anudados en las astas. A la derecha del escudo irá una rama de encino, y a la izquierda otra de laurel.
En una cinta blanca ondeante enlazada con los pabellones, irá la siguiente leyenda en letras de oro: GUATIMALAE RESPÚBLICA SUB DEI OPTIMO MÁXIMO PROTRECIONE (en lengua española:República de Guatemala, bajo la máxima protección de Dios).    
Artículo 2º Se conservarán en el pabellón los colores rojo, amarillo, azul y blanco, distribuidos en siete fajas horizontales, las dos de los extremos de azul; blancas las inmediatas; rojas las siguientes y amarilla la del centro, sobre la cual irán las armas.   
Dado en el Palacio del Gobierno en Guatemala, a treinta y uno de mayo de mil ochocientos cincuenta y ocho. 
Rafael Carrera
Maule Echeverría - Ministro de Gobernación

Durante 13 años estuvieron reinaron dichos emblemas, hasta el triunfo de la Revolución Liberal del 30 de junio de 1871 al frente de los generales Justo Rufino Barrios y Miguel García Granados. Las modificaciones presentadas en los símbolos patrios tienen influencia española y de la Iglesia católica, sin embargo se han considerado desde el punto de vista heráldico como los mejores.

## Decretos de creación de la bandera y el escudo
Decreto No. 12
Miguel García Granados, Presidente provisorio de la República de Guatemala.
Considerando: que la Revolución que se ha verificado impone el deber de adoptar un nuevo pabellón que esté en mejor armonía con las leyes fundamentales que establecen la independencia absoluta de la República.
Que este requisito se cumple restableciendo los colores fijados en el Decreto de la Asamblea Nacional Constituyente de 21 de agosto de 1823;
DECRETA:
Artículo 1 Los colores nacionales serán el azul y el blanco, dispuestos en tres fajas verticales, quedando la blanca en el centro.
Artículo 2 El Pabellón Nacional llevará sobre la faja blanca el Escudo de Armas de la República.
Artículo 3 El pabellón mercante será el mismo, pero sin Escudo.
Artículo 4 La cucarda llevará los mismos colores nacionales dispuestos en la misma forma.

Dado en el Palacio del Gobierno, en Guatemala, a diez de agosto de mil ochocientos setenta y uno. Miguel García Granados. El Ministro de Relaciones Exteriores encargado de la Secretaría de Gobernación, Felipe Gálvez.

Tres meses después, el 18 de noviembre del mismo año, el mismo gobierno aprobó el Decreto N.º 33 que adoptó el actual Escudo Nacional:

Decreto No. 33
Debiendo estar en armonía el Escudo de Armas de la República con los principios políticos que ha proclamado la Nación; en uso de las facultades de que me hallo investido,
DECRETO:
Artículo único.- Las armas de la República serán: un escudo con dos rifles y dos espadas enlazadas con dos ramas de laurel, en cada campo celeste claro. El centro será cubierto con un pergamino, que contendrá la siguiente leyenda en letras de oro: Libertad 15 de setiembre de 1821; figurando en la parte superior un Quetzal como símbolo de la independencia y autonomía de la nación.

Dado en Guatemala, a dieciocho de noviembre de mil ochocientos setenta y uno. El Ministro del Interior (f) FRANCISCO ALBUREZ. (f) MIGUEL GARCÍA GRANADOS.

## Decreto de regulación de la bandera y el escudo
El 12 de septiembre de 1968, siendo Presidente de la República don Julio César Méndez Montenegro, se emitió el siguiente Acuerdo Gubernativo:

PALACIO NACIONAL
Guatemala 12 de septiembre de 1968
EL PRESIDENTE CONSTITUCIONAL DE LA REPÚBLICA,
CONSIDERANDO:
Que mediante Decretos números 12 y 33 de fechas 10 de agosto y 18 de noviembre de 1871, dictados por el entonces Presidente de Guatemala general Miguel García Granados, se establecieron respectivamente, la bandera y el escudo de armas de la República,
CONSIDERANDO:
Que la falta de una reglamentación adecuada en materia tan importante, ha dado origen a que dichos símbolos patrios se hayan venido representando en forma caprichosa y arbitraria, tanto que en lo que se refiere al matiz de sus colores como al diseño del escudo de armas de la República,
CONSIDERANDO:
Que por Acuerdo Gubernativo de fecha 30 de noviembre de 1967 se designó una comisión con el objeto de que efectuó los estudios pertinentes a la correcta aplicación de las leyes mencionadas, la que después de meritoria labor rindió dictamen presentando el proyecto respectivo:
POR TANTO:
En uso de las facultades que le confiere el inciso 4º del artículo 189 de la Constitución de la República.
En Consejo de Ministros
ACUERDA:
Artículo 1. La bandera de Guatemala es la insignia suprema de la Patria. Lleva en su centro el escudo de armas de la República, de conformidad con lo estipulado en los Decretos números 12 y 33 de 10 de agosto y 18 de noviembre de 1871.
Artículo 2. La bandera no ostenta ninguna leyenda o inscripción adicional salvo en los casos específicos previstos por los reglamentos militares.
Artículo 3. Los colores de la bandera serán el azul y el blanco, dispuestos en tres franjas verticales del mismo ancho: dos azules los extremos y una blanca en medio. La franja blanca lleva en su centro el escudo de armas de la República, en dimensiones proporcionales a las de la Insignia Patria; la bandera mercante será la misma, pero sin escudo.
El color azul que expresa justicia y lealtad corresponde al azul del cielo de Guatemala y en la nomenclatura de uso internacional se designa como ISCC-NBC 177, o VM 1.6 PB 5.9/9.4. El color blanco, que simboliza pureza e integridad, equivale al ISCC-NBS 263, o VM 2.5 PB 9.5/0.2.
Artículo 4. La forma de la bandera es un rectángulo con las dimensiones proporcionales, vertical y horizontal, de 5 a 8 respectivamente. La relación de 5 a 8 corresponde a la regla de oro de la proporción estética.
DEL ESCUDO
Artículo 5. El escudo de armas de la República, cuando se diseñe independientemente de la bandera, irá en campo celeste claro conforme Decreto de su creación. Dicho color, que representa idealidad, equivale al ISCC-NBS 184, o VM 1.5 PB 8.3/3.3.
Artículo 6. Los rifles Remington de la época (1871), se representan con bayoneta triangular calada, de perfil, con el guardamontes hacia abajo, y entrecruzados en ángulo recto en el centro del escudo.
Artículo 7. Las espadas, símbolo de justicia y soberanía, desenvainadas y en oro, se entrecruzan en ángulo recto al de los rifles.
Artículo 8. Las ramas de laurel, símbolo de victoria, que enlazan las armas, se representan al natural con frutos, entrecruzadas en la parte inferior y sin atadura alguna. Las hojas inferiores de las ramas enlazan con las empuñaduras de las espadas, las subsiguientes con las culatas de los rifles y las últimas, en el extremo superior, con las bayonetas.
Artículo 9. El pergamino, cuya leyenda hace inmortal la fecha del nacimiento de la Patria, va desenrollado en el centro del escudo, sobre el cruce de los rifles; tiene una vuelta y media hacia el frente de la parte superior y vuelta y media hacia el reverso en la inferior, descansando ésta sobre las hojas de las espadas. Centrada en el pergamino, figura la siguiente leyenda en letras de oro, mayúsculas, en cuatro líneas, así: en la primera LIBERTAD, en la segunda 15 DE, en la tercera SETIEMBRE, y en la cuarta DE 1821.
Artículo 10. En la parte superior del pergamino posa el Quetzal, símbolo supremo de libertad. Se representa diestrado, en sus colores propios. Las plumas caudales más largas, pasan sobre las ramas del lado correspondiente y sobrepasan ligeramente las hojas inferiores del laurel.    
DISPOSICIONES GENERALES
Artículo 11. La bandera de Guatemala, como máximo emblema de la Patria, no saluda ni rinde honores.
Artículo 12. En lo que se refiere al uso de las insignias nacionales, continúan en vigor el “Reglamento para el Servicio del Ejército en Tiempo de Paz” (Acuerdo Gubernativo de 29 de abril de 1935, modificado por el de 8 de abril de 1960) y el “Reglamento de Instrucción de Infantería de Orden Cerrado” (Acuerdo Gubernativo de 23 de enero de 1957), así como las demás disposiciones gubernativas que traten sobre la materia, en el entendido de que deben de adaptarse a lo preceptuado en el presente reglamento.
Artículo 13. Toda persona, individual o jurídica, que se dedique a la elaboración de banderas y escudos nacionales, deberá solicitar previamente en cada caso, a la Dirección General de Cultura y Bellas Artes, la aprobación del modelo respectivo, a fin de que dichas insignias se ajusten a lo establecido en el presente Acuerdo. La mencionada dependencia hará la comprobación correspondiente, antes de que las insignias se pongan a disposición del público.  
Artículo 14. La nomenclatura empleada en este reglamento corresponde a la de la Sociedad Internacional del Consejo del Color (ISCC), conjuntamente con la Oficina Nacional de Normas de los Estados Unidos (NBS), así como a la del Sistema Internacional de Designación de Colores de la Casa “Munsel Color Company” (VM).  
Artículo 15. Los particulares, entidades públicas o privadas, empresas y establecimientos de toda naturaleza que a la fecha ostentaren los símbolos patrios en forma distinta a los colores, dimensión y diseño descritos en este reglamento, deberán sustituirlos por los que corresponden conforme a lo preceptuado en los artículos que anteceden.
Artículo 16. Dicha sustitución no incluye a los símbolos y documentos de valor histórico ni a los que forman parte integrante de monumentos o edificaciones en general.
En cuanto al uso del escudo en monedas y demás valores del Estado, se estará a lo que disponen las leyes y reglamentos de la materia.
Artículo 17. El presente Acuerdo entrará en vigor el quince de septiembre en curso, Día de la Patria.
Comuníquese,
MÉNDEZ MONTENEGRO
El Ministro de Educación,                                                                                          Ministro de Gobernación,
CARLOS MARTÍNEZ DURÁN                                                                             HÉCTOR MANSILLA PINTO
Ministro de la Defensa Nacional,                                             Ministro de Comunicaciones y Obras Públicas,
ROLANDO CHICHILLA AGUILAR                                                          OSCAR CASTAÑEDA FERNÁNDEZ
Ministro de Hacienda y Crédito Público,                                    Ministro de Salud Pública y Asistencia Social,
MARIO FUENTES PIERUCCINI                                                                                     EMILIO POITEVIN-C.
Ministro de Agricultura,                                                                                                   Ministro de Economía,
FRANCISCO MONTENEGRO                                                                              JOSÉ LUIS BOUSCAYROL
Viceministro de Relaciones Exteriores                                                  Ministro de Trabajo y Previsión Social,
Encargado Del Despacho,                                                                JOSÉ LUIS DE LA ROCA SANTA CRUZ
GIL ARTURO GONZÁLEZ SOLÍS

## Escudos utilizados anteriormente

Escudo de las Provincias Unidas del Centro de América (1823-1825)
Escudo de la República Federal de Centro América (1825-1842)
Escudo del Estado de Guatemala dentro de la Federación (1825-1843)
Escudo del Estado de Guatemala (1843-1851)
Escudo de armas de Guatemala (1851-1858)
Escudo de armas de Guatemala (1858-1871)
Escudo de armas de Guatemala (1871–1968)
Escudo de armas de Guatemala (1968-1997)
Escudo de armas de Guatemala (1997-hasta la actualidad)